# Molophilus (Molophilus) erugatus
Molophilus (Molophilus) erugatus is een tweevleugelige uit de familie steltmuggen (Limoniidae). De soort komt voor in het Afrotropisch gebied.